# Ribozima

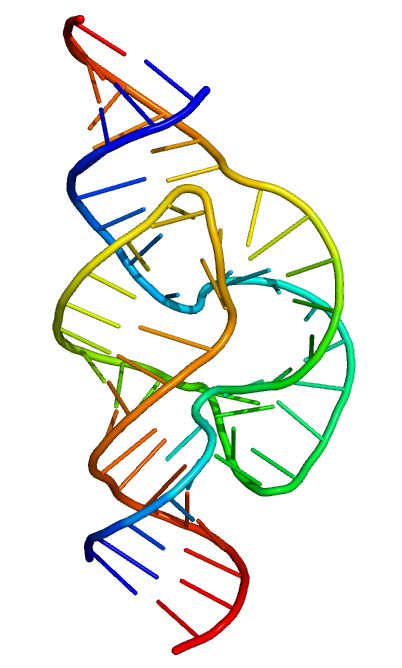
Ribozima.

Las ribozimas son ARN con actividad catalítica. El término "ribozima" es una contracción de las palabras "ácido ribonucleico" y "enzima". Los sustratos de las ribozimas son con frecuencia ARN. La actividad de las ribozimas combina transesterificación e hidrólisis de un enlace fosfodiéster. Muchas ribozimas naturales catalizan la hidrólisis de uno de sus propios enlaces fosfodiéster (ribozimas autocatalíticas) o de enlaces de otros ARN. Se han descrito ribozimas en todos los organismos celulares y en los virus de ARN. 

## Descubrimiento
En 1982, Thomas Cech y Sidney Altman describieron por primera vez, de manera independiente, la existencia de moléculas de ARN con capacidad catalítica, lo que echó por tierra el dogma de que todas las enzimas eran proteínas.
Por un lado, en la Universidad de Colorado, Thomas Cech y sus colaboradores observaron, mientras estudiaban el procesamiento del ARN en el protozoo ciliado Tetrahymena thermophila, que el corte y empalme de un intrón del precursor del ácido ribonucleico ribosómico (pre-ARNr) era autocatalítico, es decir, el ARN se escindía por sí mismo, sin intervención de un catalizador proteico.
En la misma época, en la Universidad de Yale, Sidney Altman y sus colaboradores estudiaban las propiedades de la ribonucleasa P, una enzima que se encuentra en todos los organismos y es responsable de la maduración del ARN de transferencia (ARNt). Esta enzima, que escinde los precursores de los ARNt y libera los ARNt maduros, está formada por una subunidad proteica y una cadena de ARN. Altman y sus colegas observaron que al separar estos componentes, la subunidad de ARN podía catalizar la hidrólisis del ARNt precursor en ausencia de la subunidad proteica.
En 1989, Altman y Cech fueron galardonados con el Premio Nobel de Química por el descubrimiento de las propiedades catalíticas del ARN.

## Características
Las ribozimas son moléculas de ARN que tienen la capacidad de actuar como catalizadores, es decir, de acelerar reacciones químicas específicas. Al igual que las enzimas proteicas, poseen un centro activo que se une específicamente a un sustrato y facilita su conversión en un producto. Las ribozimas son menos versátiles que las enzimas proteicas.

## Ejemplos

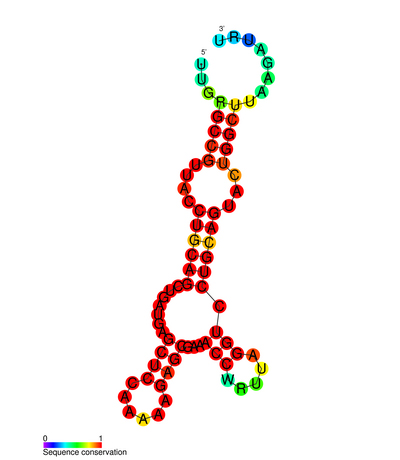
Ribozima del grupo I de intrones.

Muchas ribozimas son intrones con capacidad de autoprocesamiento, es decir, que son capaces de autoeliminarse uniendo los dos exones adyacentes. En dicho proceso, los intrones forman una especie de lazo sobre sí mismos. Los intrones autoprocesadores son singulares en el sentido de que normalmente solo actúan una vez y se destruye su actividad, con lo cual no cumplen todos los requisitos que definen un catalizador.
Hay ribozimas implicadas en diversas e importantes reacciones celulares; destacan entre ellas el procesamiento o maduración del ARN y la síntesis de proteínas (una de las moléculas de ARNr componentes del ribosoma cataliza la reacción de transpeptidación, o unión de los aminoácidos).

## Implicación en el mundo de ARN
Las ribozimas, junto con los viroides y virusoides, son considerados reliquias vivas del mundo de ARN y caracterizaron la primera fase del mundo de ARN. Posteriormente las ribozimas, viroides y virusoides darían lugar a moléculas de ARN capaces de sintetizar proteínas como los ribosomas, a los retroelementos como la transcriptasa inversa y a las moléculas de ADN. Estas moléculas al haber estado contenidas en membranas lipídicas o protobiontes originarían a las primeras células.

## Utilidad de las ribozimas
El descubrimiento de las ribozimas ha supuesto una revolución en biología molecular, con profundas implicaciones funcionales y evolutivas. Es posible modificar esta moléculas, por lo que representan una potente herramienta biotecnológica para degradar ARN específicos (silenciamiento génico). Las ribozimas, al actuar como "tijeras moleculares", permitiran manipular el ARN fácilmente. Por ejemplo, se podría proteger contra virus, bacterias u hongos patógenos eliminando específicamente su ARN. Se está estudiando la posibilidad de utilizar las ribozimas contra el virus del VIH, los virus herpéticos y el virus del mosaico del tabaco.